# Co Woudsma
Jacobus (Co) Woudsma (Weesp, 21 december 1960) is een Nederlandse dichter. Hij publiceerde vier dichtbundels en droeg met gedichten bij aan filosofische boeken. Regelmatig publiceert hij gedichten in literaire tijdschriften zoals Hollands Maandblad.
Co Woudsma studeerde kunstgeschiedenis en volgde de opleiding van Schrijversvakschool ’t Colofon (voltooid in 1992).
Hij ontving de Aanmoedigingsprijs van de Stichting Weesper Kunst en Cultuur 1997.
Gedichten van hem zijn gepubliceerd in de literaire tijdschriften De Revisor, De Tweede Ronde, Maatstaf, Hollands Maandblad, Raster, Bunker Hill, Tirade en Meander.
In 2006 weigerde hij een aan hem toegekende werkbeurs van het Fonds voor de Letteren.
Bekendheid buiten literaire kring verwierf hij door zijn gedichten in de filosofische boeken Filosofie voor de Zwijnen en Het aardse leven waarvoor hij met Klaas Rozemond (proza) en Jet Nijkamp (tekeningen) verantwoordelijk was.
In 2007 richtte Woudsma met de dichteres Patty Scholten het Dèr Mouwgenootschap op om aandacht te besteden aan het werk van de schrijver en wijsgeer J.A. dèr Mouw (Adwaita) (1863-1919).